# Johannes Bock
Johannes Carl Bock (født 2. oktober 1867 i København, død 8. januar 1953 sammesteds) var en dansk læge.
Bock blev student 1885 fra Metropolitanskolen, cand. med. 1893, dr. med. 1895. Allerede da havde han været assistent ved Fysiologisk Laboratorium i to år, og han rejste derpå til Strasbourg for at studere farmakologi.
Da han kom hjem, blev han assistent ved Farmakologisk Institut og var samtidig kandidat ved Kommunehospitalet. 1900 blev han efter konkurrence professor i farmakologi, 1901 medlem af den permanente Farmakopékommission.
1907-12 var han forstander for Tandlægeskolen og senere konsulent i farmakologi under Sundhedsstyrelsen. Hans arbejder er af fysiologisk og farmakologisk indhold.